# Volucella abdita
Volucella abdita är en tvåvingeart som beskrevs av Violovitsh 1978. Volucella abdita ingår i släktet humleblomflugor, och familjen blomflugor. Inga underarter finns listade i Catalogue of Life.